# Стандартна бібліотека C++
В мові програмування C++, Стандартна бібліотека C++ це набір класів і функцій, які написані на базовій мові і є частиною стандарту C++ ISO. Стандартна бібліотека C++ реалізує набір базових контейнерів, функцій для використання і управління цими контейнерами, функціональних об'єктів, загальні строки та потоки (включаючи взаємодію і файловий ввід/вивід), підтримку деяких особливостей мови програмування, і звичайні функції для вирішення таких задач, як пошук квадратного кореня числа. Стандартна бібліотека C++ також містить 18 заголовкових файлів стандарту ISO C90 Стандартної бібліотеки C які мають розширення ".h", але їх використання не рекомендується, оскільки вони є застарілими. Не існує інших заголовкових файлів із розширенням ".h".  Всі функції і компоненти бібліотеки знаходяться в просторі імен std.
Стандартна бібліотека C++ ґрунтується на конвенціях, введених в Стандартній бібліотеці шаблонів (STL), яка виникла під впливом досліджень в галузі узагальненого програмування і розробників STL такими як Александр Степанов і Мен Лі. Хоча Стандартна бібліотека C++ і STL мають багато спільного, жодна з них не є чіткою надбудовою над іншою.
Важливою особливістю стандартної бібліотеки C++ є те, що вона не тільки визначає синтаксис і семантику узагальнених алгоритмів, а й також має вимоги щодо їх продуктивності. Ці вимоги продуктивності часто відповідають добре відомому алгоритму, що очікується буде використаний, але не є обов’язковим. В більшості випадків вимагається лінійний час O(n) або логарифмічний час O(n log n) зростання, але в деяких випадках вищі обмеження дозволяються, такі як квазілінійний час O(n log2 n) для стабільного сортування (щоб реалізувати послідовного сортування злиттям). Попереднє сортування вимагало лише O(n log n) кроків в середньому, дозволяючи використовувати швидке сортування, яке є швидким на практиці, але має низьку ефективність у найгіршому випадку, але був запропонований алгоритм introsort, що забезпечило високу середню ефективність в найгіршому сценарії і високу швидкість, і як в стандарті C++11, сортування гарантовано повинно бути лінеаритмічне. В інших випадках вимоги залишаються вільнішими, наприклад для алгоритму відбору, який в середньому повинен були як мінімум лінійний (як при швидкому виборі), не приділяючи уваги найгіршому випадку як в introselect.

## Стандартні файли заголовків
В наступних файлах знаходяться декларації Стандартної бібліотеки C++.

### Контейнери
<array>Новий в стандарті C++11 і TR1. Реалізує шаблонний клас контейнер std::array, для масиву з фіксованим розміром.
<bitset>Реалізує спеціалізований клас контейнеру std::bitset, що є бітовим масивом.
<deque>Реалізує шаблонний клас контейнер std::deque, що є двобічною чергою.
<forward_list>Новий в стандарті C++11 і TR1. Реалізує шаблонний клас контейнер std::forward_list, що є Однозв'язним списком.
<list>Реалізує шаблонний клас контейнер std::list, що є двобічно зв'язним списком.
<map>:Забезпечує шаблони класу контейнера std::map і std::multimap, відсортований асоціативний масив і мультимап.
<queue>Забезпечує клас адаптера контейнера std::queue, що є однобічною чергою, і std::priority_queue, що є чергою з пріоритетом.
<set>Забезпечує шаблони класу контейнера std::set і std::multiset, що реалізує відсортовані асоціативні контейнери або множини.
<stack>Забезпечує клас адаптера контейнера std::stack, що реалізує стекову структуру.
<unordered_map>Новий в стандарті C++11 і TR1. Реалізує шаблонний клас контейнер std::unordered_map і std::unordered_multimap, хеш-таблиці.
<unordered_set>Новий в стандарті C++11 і TR1. Реалізує шаблонний клас контейнер std::unordered_set і std::unordered_multiset.
<vector>Шаблонний клас контейнер std::vector, що реалізує динамічний масив.

### Основні
<algorithm>Містить визначення багатьох алгоритмів для контейнерів.
<chrono>Реалізує елементи для роботи з часом, такі як std::chrono::duration, std::chrono::time_point, і годинники.
<functional>Забезпечує декілька об'єктів функторів, розроблених для використання із стандартними алгоритмами.
<iterator>Забезпечує класи і шаблони для роботи з ітераторами.
<memory>Забезпечує засоби для управління пам'яттю в C++, включаючи клас шаблону std::unique_ptr.
<stdexcept>Містить стандартні класи для виключних ситуацій такі як std::logic_error і std::runtime_error, що обидва наслідуванні від std::exception.
<tuple>Новий в стандарті C++11 і TR1. Забезпечує клас шаблону std::tuple, що реалізує кортеж.
<utility>Забезпечує клас шаблону std::pair, для роботи з парами об'єктів (кортежі для двох класів), і простір імен std::rel_ops, для легшого перевантаження операторів.

### Локалізація
<locale>Визначає класи і оголошує функції, які зберігають і управляють інформацією, що властива локалі.
<codecvt>Забезпечує код для перетворення даних у відповідності до різних кодувань.

### Рядки
<string>Пропонує стандартні C++ класи і шаблони для роботи зі рядками.
<regex>Новий в стандарті C++11. Забезпечує утиліті для співставлення шаблонів строк з використанням регулярних виразів.

### Потоки і Ввід/Вивід
<fstream>Забезпечує засоби для файлового вводу виводу. Див. fstream.
<iomanip>Забезпечує засоби для форматування виводу, такі як форматування цілих чисел з різними базисом і точністю числа з рухомою комою.
<ios>Забезпечує набір базових типів і функцій для роботи iostreams.
<iosfwd>Забезпечує [[Попереднє оголошення|попередні оголошення] декількох шаблонів класів, що мають справу з вводом/виводом.
<iostream>Забезпечує основи введення в виводу в C++. Див. iostream.
<istream>Забезпечує шаблонний клас std::istream і інші допоміжні класи для вводу.
<ostream>Забезпечує шаблонний клас std::ostream і інші допоміжні класи для виводу.
<sstream>Забезпечує шаблонний клас std::sstream  і інші допоміжні класи для маніпуляцій зі строками.
<streambuf>Забезпечує функціональність читання і запису із/в символьні послідовності конкретних типів, такі як зовнішні файли або рядки.

### Підтримка конструкцій мови
<exception>Містить набір типів і функцій пов'язаних з обробкою виняткових ситуацій, включаючи std::exception, базовий клас для всіх винятків (exceptions), які генеруються Стандартною бібліотекою.
<limits>Забезпечує шаблонний клас std::numeric_limits, який використовується для описання властивостей фундаментальних числових типів.
<new>Містить оператори new і delete і інші функції і типи, що являють собою фундаментальні засоби управління пам'яттю в C++.
<typeinfo>Забезпечує засоби для роботи з інформацією про тип під час виконання C++.

### Бібліотека підтримки потоків
<thread>Новий в стандарті  C++11. Містить клас і простір імен для роботи з потоками.
<mutex>Новий в стандарті  C++11. 30.4-1 Цей розділ містить механізми для роботи з взаємними блокуваннями:  м'ютекси, блокування, і забезпечення виклику один раз.
<condition_variable>Новий в стандарті  C++11. 30.5-1 Умовні змінні забезпечують примітиви синхронізації, які використовують блокування потоку, доки інший потік повідомить про те, що програма досягла деякої умови або досягла деякого системного часу.
<future>Новий в стандарті  C++11. 30.6.1-1 Описує компоненти, які програма C++ може використовувати для отримання результату (значення або виключення) в одному конкретному потоці після виконання функції, яка запускається в тому ж потоці, або в іншому.

### Числова бібліотека
Компоненти, які програма C++ може використовувати для виконання напівчислових операцій.
<complex>Заголовок <complex> визначає шаблонний клас, і набір функцій для роботи з комплексними числами.
<random>Можливість генерувати (псевдо-)випадкові числа
<valarray>Визначає п'ять шаблонів класів (valarray, slice_array, gslice_array, mask_array, і indirect_array), два класи (slice і gslice), і множину пов'язаних з ними шаблонів функцій для представлення і маніпуляції над масивами значень.
<numeric>Узагальнені числові операції.

### Стандартна бібліотека C
Кожен заголовок із Стандартної бібліотеки C включено в Стандартну бібліотеку C++ під іншим ім'ям, за рахунок того, що було усунуте закінчення .h, і додано 'c' на початку; наприклад, 'time.h' перетворився на 'ctime'. Єдиною різницею між цими файлами заголовків і тими, що були в Стандартній бібліотеці C це те, що там де це було можливо функції мають знаходитись в просторі імен std::. В ISO C, 
функції в стандартній бібліотеці могли реалізовуватись за допомогою макросів, що не є дозволеним в ISO C++.